# USS Taconic (AGC-17)
USS Taconic (AGC-17) – amerykański okręt dowodzenia typu Adirondack. 
Stępkę jednostki położono 19 grudnia 1944 roku w stoczni North Carolina Shipbuilding Co. na podstawie kontraktu zawartego przez Maritime Commission (MC hull 1710) na jednostkę typu C2-S-AJ1. Został zwodowany 10 lutego 1945 roku. Nabyty przez US Navy 6 marca 1945 roku. Przebudowany na okręt dowodzenia siłami desantowymi w Atlantic Basin Iron Works. Wcielony do służby 16 stycznia 1945 roku. Przeklasyfikowany 1 stycznia 1969 roku na Amphibious Command Ship (LCC-17). Wycofany ze służby 17 grudnia 1969 roku. Przekazany do Maritime Administration National Defense Reserve Fleet James River. Skreślony z listy jednostek floty 1 grudnia 1976 roku. Sprzedany na złom 6 kwietnia 1982 roku.
Wystąpił w filmie The Frogmen.
W czasie służby był przydzielony do Drugiej i Szóstej Floty - obszary Atlantyku i Morza Śródziemnego.